# Herb powiatu proszowickiego
Herb powiatu proszowickiego – jeden z symboli powiatu proszowickiego, autorstwa Alfreda Znamierowskiego, ustanowiony 15 lutego 2000.

## Wygląd i symbolika
Herb przedstawia na tarczy w polu czerwonym pośrodku tarczy, srebrną krzywaśń ze złotym krzyżykiem na szczycie. W lewym górnym rogu złota korona. W prawej części podstawy dwie kosy srebrne o złotych drzewcach, osadzone na sztorc - w krzyż ukośny, między nimi złoty kłos zboża.
Krzywaśń to godło herbu Szreniawa, nawiązanie do rzeki Szreniawa płynącej przez powiat. Korona - symbolizuje króla Kazimierza Wielkiego, który nadał prawa miejskie Proszowicom w 1358 r. Skrzyżowane kosy symbolizują udział mieszkańców w insurekcji kościuszkowskiej, a kłos rolnictwo.